# Čtvrtý konstantinopolský koncil

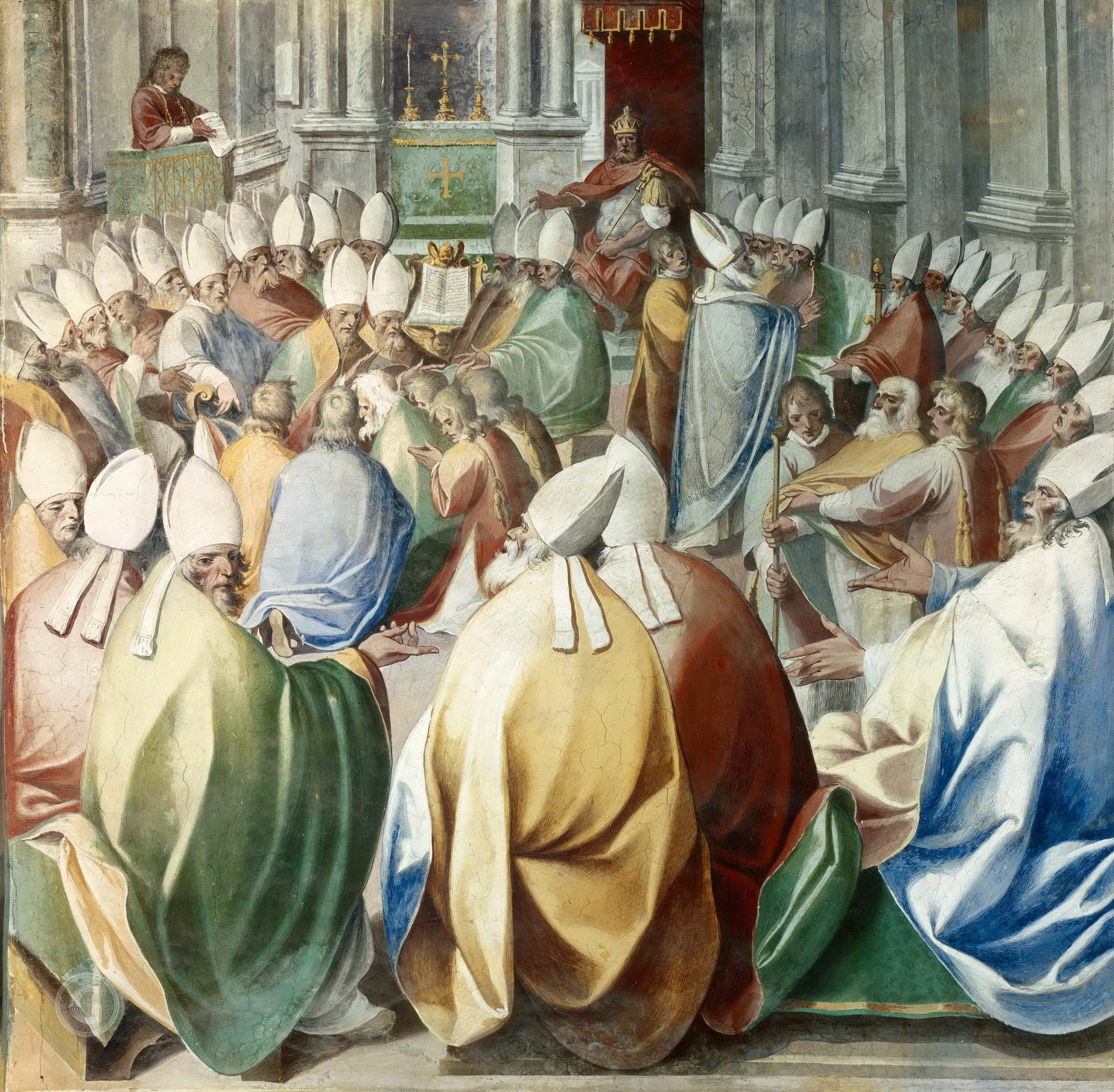
Cesare Nebbia (1536–1614): Čtvrtý konstantinopolský koncil

Čtvrtý konstantinopolský koncil (5. října 869 – 28. února 870) byl koncil, který se sešel nedlouho poté, co na byzantský trůn nastoupil po zavraždění dosavadního císaře Michaela III. Basileios I. Makedonský. Úkolem koncilu byla obnova jednoty východní a západní církve.
Basileios I. záhy sesadil konstantinopolského patriarchu Fotia a povolal nazpět do úřadu jeho sesazeného předchůdce Ignatia. Jeho rozhodnutí potvrdil koncil, který zasedal v letech 869–870 v Konstantinopoli. Církev, rozpolcená tzv. Fotiovým schizmatem, byla opětně prohlášena za jednotnou. Prestiž papežského stolce však utrpěla v jiném směru. Koncilní otcové nepřiznali papežům právo rozhodovat o vnitřních záležitostech byzantské církve. Kromě toho se do Konstantinopole dostavili vyslanci bulharského knížete Borise I., aby zde konečně vyřešili problém, pod čí církevní svrchovanost Bulharsko připadne. Vzhledem k předcházejícím událostem šlo ve skutečnosti o projev dobré vůle bulharského vládce podřídit se konstantinopolskému patriarchátu. To svým rozhodnutím potvrdili přes protesty papežských legátů tři východní patriarchové, kteří byli určeni spor rozhodnout. Ignatios poté okamžitě zřídil v Bulharsku arcibiskupství a několik biskupství a obsadil je řeckými duchovními. Boris dosáhl svého, přestože tak otevřel svoji zemi působení byzantského kulturního a duchovního vlivu.
Tento a všechny následující ekumenické koncily neuznává pravoslavná církev. Ta naopak uznává pouze konstantinopolský koncil, který se konal v letech 879–880 a podpořil Fotia, avšak většina pravoslavných jej nepovažuje za ekumenický.